# Brives
Brives is een gemeente in het Franse departement Indre (regio Centre-Val de Loire) en telt 253 inwoners (2005). De plaats maakt deel uit van het arrondissement Issoudun.

## Geografie
De oppervlakte van Brives bedraagt 19,1 km², de bevolkingsdichtheid is 13,2 inwoners per km².
De onderstaande kaart toont de ligging van Brives met de belangrijkste infrastructuur en aangrenzende gemeenten.

## Demografie
Onderstaande figuur toont het verloop van het inwonertal (bron: INSEE-tellingen).